# 캐슬린 (영화)
캐슬린(Kathleen)은 미국에서 제작된 해럴드 S. 뷰케이 감독의 1941년 코미디 드라마 영화이다. 셜리 템플 등이 주연으로 출연하였고 조지 헤이트 등이 제작에 참여하였다.

## 줄거리
어머니가 돌아가셔서 아버지만 있는 12살 소녀 캐슬린은 어머니가 계시다고 친구들에게 거짓말을 할 정도로 어머니와 아버지가 모두 있는 가정을 원한다. 아버지에겐 결혼 예정 상대인 러레인 베닛이 있지만 캐슬린은 러레인을 싫어한다.  본인 소유의 현금 뭉치를 러레인에게 던져주며 이걸 받고 아버지를 놔달라고 한 뒤에 경찰에 러레인이 돈을 절도했다고 신고하는 상상까지 할 정도다. 캐슬린이 자신의 어머니이자 아버지의 아내로 제격이라고 생각하는 건 자신을 돌봐주는 심리학자 앤절라 켄트다.

## 출연

### 주연
- 셜리 템플 - 캐슬린 데이비스 역
- 허버트 마셜 - 존 데이비스 역
- 게일 패트릭 - 러레인 베닛 역
- 러레인 데이 - 앤절라 켄트 역